# Apomecyna alboannulata
Apomecyna alboannulata là một loài bọ cánh cứng trong họ Cerambycidae.